# Naim Frashëri (skådespelare)
Naim Frashëri, född 15 augusti 1923 i Leskovik i Albanien, död 18 februari 1975 i Tirana i Albanien, var en albansk skådespelare. 

## Filmografi
- 1953 - Skanderbeg (Velikiy voin Albanii Skanderbeg)
- 1957 - Fëmijët e saj
- 1958 - Tana
- 1967 - Ngadhnjim mbi vdekjen
- 1968 - Plage te vjetra